# Georgia Byng
Georgia Mary Caroline Byng connue sous son nom d'écrivaine  Georgia Byng, est née en 1966 dans le Winchester en Angleterre.

## Biographie
Elle est une des cinq enfants du 8e comte de Straford. Georgia a trois frères et une sœur, elle est l'aînée des filles et la deuxième enfant du comte et de sa mère Jennifer May. Très jeune elle écrivait déjà des histoires pour enfants.
Elle commence sa carrière en tant qu'actrice puis s'intéresse à l'écriture de la bande dessinée. Sa première BD s'intitule : The Sock Monsters (1995) puis Jack's Tree (2000).
Elle se tourne ensuite vers la littérature de jeunesse en créant le personnage de Molly Moon, une petite fille qui trouve un livre sur l'hypnotisme et apprend à l'utiliser sur son entourage.
Mariée, elle vit à Londres et est mère de trois enfants, Tiger d'un premier mariage avec Daniel Chadwick et, Sky et Lucas de son second mariage avec Marc Quinn, un célèbre sculpteur anglais.

## Œuvres
Bandes dessinées :
- 1996 : The Sock Monsters, Dolphin book -  (ISBN 185881233X)
- 2000 :  Jack's Tree, A1C black -  (ISBN 0713654007)

Livres traduits en français :
- 2002 : Molly Moon et le livre magique de l'Hypnose  -  (ISBN 978-2226140234)
- 2006 : Molly Monn arrête le temps -   (ISBN 978-2013212243)
- 2006 : Molly Moon et le Maharajah -   (ISBN 978-2226159274)
- 2008 : Molly Moon et la Machine à lire dans les pensées  -  (ISBN 978-2226186133)

Livres en anglais : 
- 2000 : Molly Moon's Incredible Book of Hypnotism -  (ISBN 0-330-39985-3)
- 2003 : Molly Moon Stops the World-  (ISBN 0-330-41577-8)
- 2005 : Molly Moon's Hypnotic Time-Travel Adventure  -  (ISBN 0-330-43461-6)
- 2007 : Molly Moon, Micky Minus and the Mind Machine  -  (ISBN 978-1405048880)
- 2010 : Molly Moon and the Morphing Mystery-  (ISBN 978-1405048880)

Édition spéciale en anglais, pas encore traduites en français : 
- 2004 : Molly Moon's Hypnotic Holiday - Édition spéciale de 64 pages -  (ISBN 978-0330437479)